# Antípatre de Tars
Antípatre de Tars （grec antic: Ἀντίπατρος, llatí: Antipater) fou un filòsof estoic grec deixeble i successor de Diògenes de Babilònia i mestre de Paneci de Rodes. Plutarc en parla com un dels principals estoics, juntament amb Zenó de Cítion, Cleantes i Crisip de Soli. Ciceró remarca la seva agudesa. De la seva vida no se sap res.
Les poques cites existents de les seves doctrines filosòfiques no són prou per atribuir-li una gran reputació, si no fos per les opinions posteriors. Sembla que va prendre el lideratge en les discussions entre la seva pròpia escola i l'Acadèmia, encara que es diu que, com que no podia rebatre les argumentacions dels seus oponents, es va limitar a escriure; per això Plutarc l'anomena καλαμοβόας ('el que crida escrivint'). Segurament va escriure un tractat sobre els déus, i dos llibres sobre endevinació, un tema comú entre els estoics, on demostrava la veritat de la ciència del coneixement i la benevolència de la divinitat. Deia que els somnis eren premonicions del futur, i va recopilar anècdotes sobre aquest tema atribuïdes a Sòcrates. Segons Estobeu, Antípatre deia que el destí era un déu, encara que no és clar què volia dir realment. Ateneu de Nàucratis li atribueix un tractat titulat Περὶ Δεισιδαιμονίας ('sobre les supersticions').